# Rohdendorfia
Rohdendorfia (лат.) — палеарктический род мух-журчалок из подсемейства Syrphinae, близкий к родам Platycheirus и Melanostoma. Род описан Е. С. Смирновым по материалам, собранным в экспедиции под руководством А. П. Федченко в 1870—1871. Название рода дано в честь Б. Б. Родендорфа.

## Внешнее строение
Глаза голые, у самцов глаза на лбу соприкасаются, а у самок широко расставлены. Третий членик усиков короче первых двух члеников. Ариста короткая, без волосков. Лицо чёрной окраски, с выраженным бугорком. Грудь чёрная, слабо блестящая. Щиток металлически-блестящий. Ноги чёрные, бёдра и лапки не утолщенные. Брюшко короткое, широкое и уплощённое, с крупными желтоватыми пятнами.

## Биология
Мухи обитают в горах на высоте от 2300 до 4000 м. Мухи, большую часть времени проводят, сидя на камнях и изредка посещая цветки Cerastium, Leucanthemopsis alpina и Sedum. Самки откладывают яйца под камнями, рядом с этими растениями. Особенности биологии личинок плохо изучены. Известно, что они встречаются под опавшей листвой в горах.

## Систематика
На основании морфологических признаков личинок Rohdendorﬁa наиболее близок к Pyrophaena. По данным молекулярной филогении, Rohdendorﬁa сближают с Pyrophaena, Syrphocheilosia and Spazigaster. Некоторые авторы, названные выше таксоны, рассматривают как подроды в составе рода Platycheirus. Ранее состав рода Rohdendorﬁa включали вид Rohdendorfia hedickei Reinig, 1935, но в последующем это название признано синонимом Spazigaster ambulans  (Fabricius, 1798). Род объединяет, по мнению А. В. Баркалова и Т. Р. Нильсена, три вида.

## Распространение
Род Rohdendorﬁa имеет разорванный ареал и охватывает Альпы, Северный Кавказ и горы Средней Азии и южной Сибири.
- Rohdendorfia alpina Sack, 1938 — Швейцария, Австрия, Италия, Грузия, Кабардино-Балкария, Республика Алтай, Тува[1][9]
- Rohdendorfia dimorpha Smirnov, 1924 — Узбекистан, Кыргызстан[1][2]typus
- Rohdendorfia montivaga Violovitsh, 1984 — Кыргызстан, Таджикистан, Казахстан[1][10]